# Ксенокожа
Ксеноко́жа — медицинский заменитель кожи. Применяется в медицине при лечении ран.
Ксенокожу, чаще всего, делают из кожи свиньи. При производстве срезают слой свиной кожи толщиной 0,3-0,4 мм, потом консервируют в азоте, высушивают и фасуют в стерильные пакеты по 100, 200 или 300 см². Кожа в таком пакете может храниться до трёх лет.
Ксенокожу перед использованием размачивают в физрастворе или антисептике, налагают на рану и фиксируют специальными повязками. В большинстве случаев при применении данного материала через одну-две недели ксенокожа на ране подсыхает и отпадает. Вместо неё образуется нормальная человеческая.
Достоинства ксенокожи — под ней нагноения редки, что улучшает заживление ожоговых и других обширных ран. Цена на этот продукт в большинстве случаев весьма умеренная, что делает его доступным в развивающихся странах.
Применение её целесообразно, когда поражено свыше 50 % кожи пострадавшего. Однако кожа животного вызывает у некоторых людей иммунные реакции.